# Zámek Hellbrunn
Zámek Hellbrunn (německy Schloss Hellbrunn nebo Palais Hellbrunn) je renesančně manýristická budova někdejší rezidence salcburského arcibiskupa se zahradami, kašnami a vodotrysky, jižně od čtvrti Morzg na okraji Salcburku v Rakousku. Palác včetně zahrad je veřejnosti přístupný a je součástí chráněné krajinné oblasti Salcburk-Jih.

## Historie

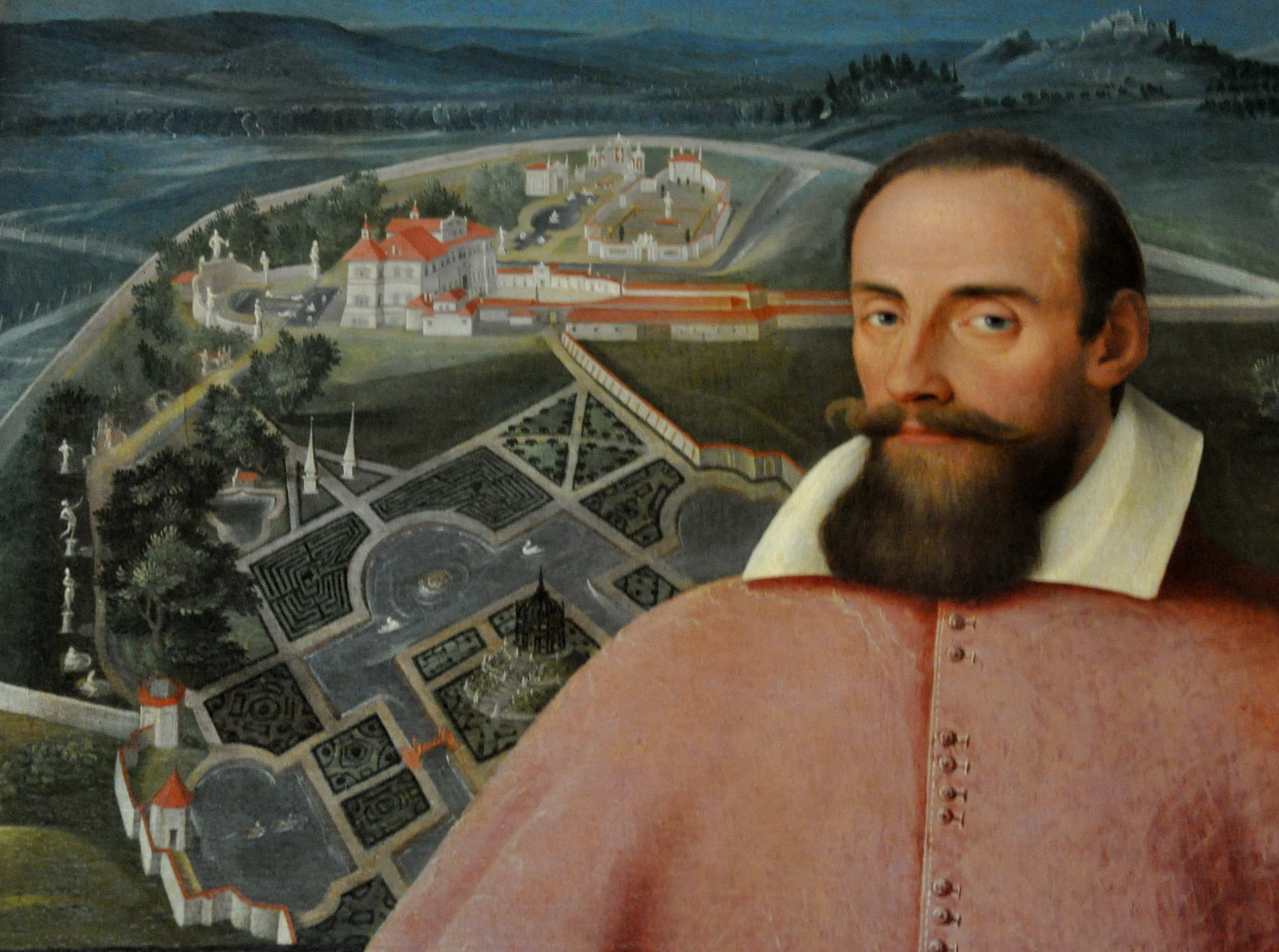
Arcibiskup Markus Sittikus a jeho zámek v roce 1618

Manýristický palác se zahradami jižně od Salcburku si dal postavit salcburský kníže arcibiskup a kardinál Markus Sitticus z Hohenemsu jako sourkomou rezidenci na počátku 17. století. Zámek navrhl architekt salcburského dómu Santino Solari. Budova má poměrně jednoduchou dispozici dvoupatrové podsklepené budovy na obdélném půdorysu s mansardami a bočními přístavky. Na vnější dvojramenné schodiště se vstupuje čestným dvorem s hospodářskými domky, oranžerií a skleníkem po stranách. Zadní průčelí je otevřeno do geometricky členěných zahrad. 

## Architektura a výzdoba
- Interiéry zámku vynikají freskovou výzdobou hlavního sálu (Banquetsaal); iluzivní malby s alegoriemi klřesťanských ctností, sochami atlantů a trompe l'oeil vytvořil Donato Arsenio Mascagni mezi léty 1610-1615.
- Oktogon je osmiboký hudební sál s alegorickými freskami na stěnách a postavami 7+1 múz na klenbě kupole.
- Sbírka obrazů a kuriozit zahrnuje především témata ze světa zvířat, včetně kuriozit jako je obraz šestinohého koně nebo vycpaný bílý jednorožec.
- Kaple Panny Marie s renesančním oltářním obrazem
- Přízemí je do zahrady otevřeno třemi klenutými prostorami grotty se stěnami vykládanými mozaikou z oblázků a sochami v nikách.
- Zámecké zahrady mají geometrický rozvrh trávníků, cest a stříhaných dřevin ve francouzském stylu. Jsou vybaveny kašnami, propojenými vodovodem, potokem a typicky manýristickými vodními atrakcemi. Patří k nim po stranách cesty dvojice kamenných chrličů v podobě želv, které na sebe v určitých intervalech stříkají vodu přes cestu tak, že návštěvník tímto proudem musí projít. Jinde návštěvník  nevědomky spustí vodotrysk šlápnutím na kámen. Monumentální italská manýristická kašna je řešena jako jezírko se sochami ve zděném výklenku. Část historického zámeckého parku využívá salcburská zoologická zahrada.
- Římské divadlo - amfiteátr komorních rozměrů v zahradě, se sochami a arcibiskupovým knížecím stolcem uprostřed; schodiště se sochami chrtů přistavěno později.
- Čínský pavilón u jezírka, stejně jako čínský salónek v zámku jsou z 18. století

Celý areál  po druhé světové válce přešel z majetku salcburské arcidiecéze do vlastnictví hlavního města Salcburk, v němž je dosud. Na nádvoří se pořádají letní slavnosti s ohňostrojem či adventní trhy, v divadle bývají představení, v sále koncerty.

## Galerie

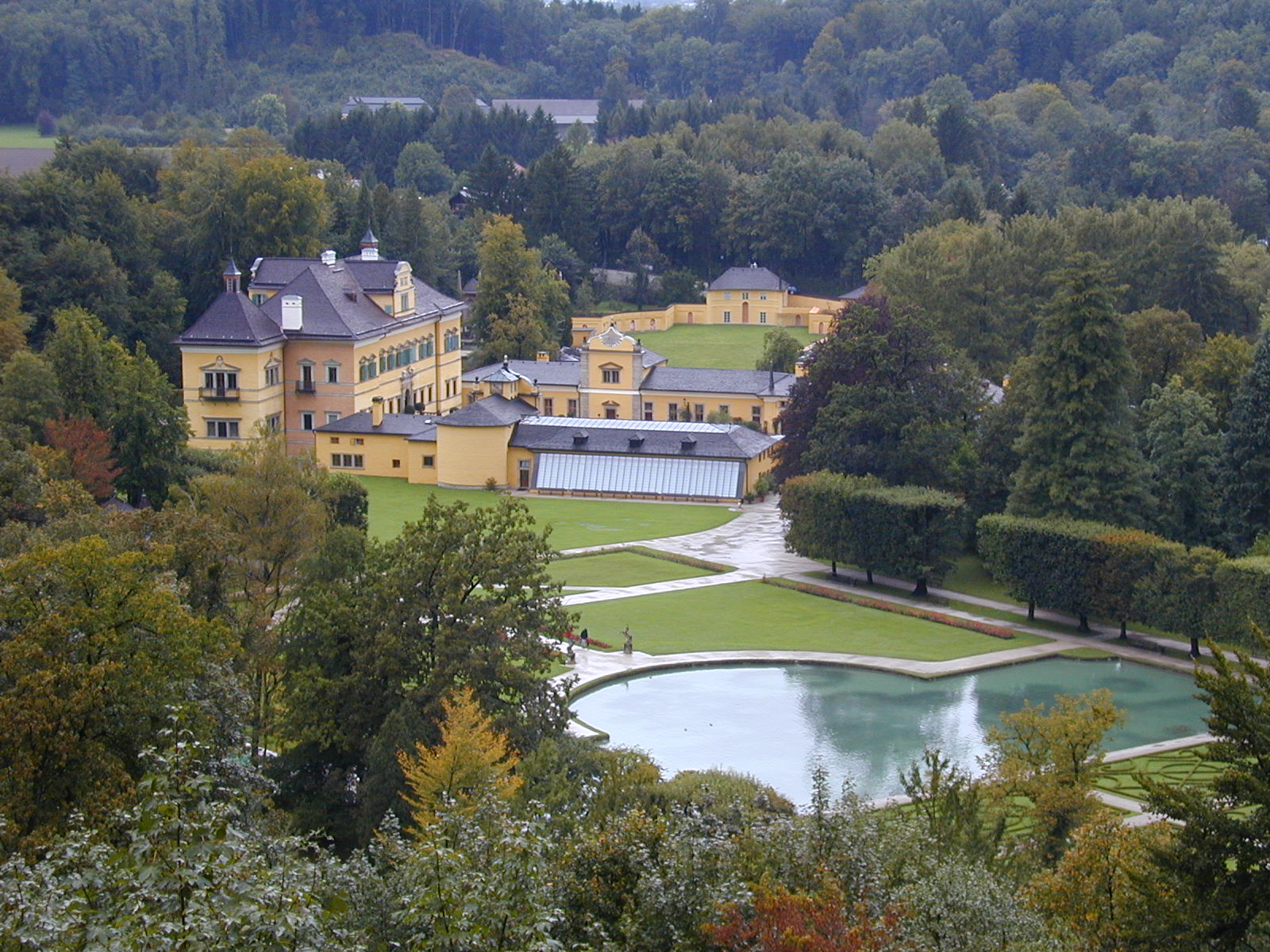
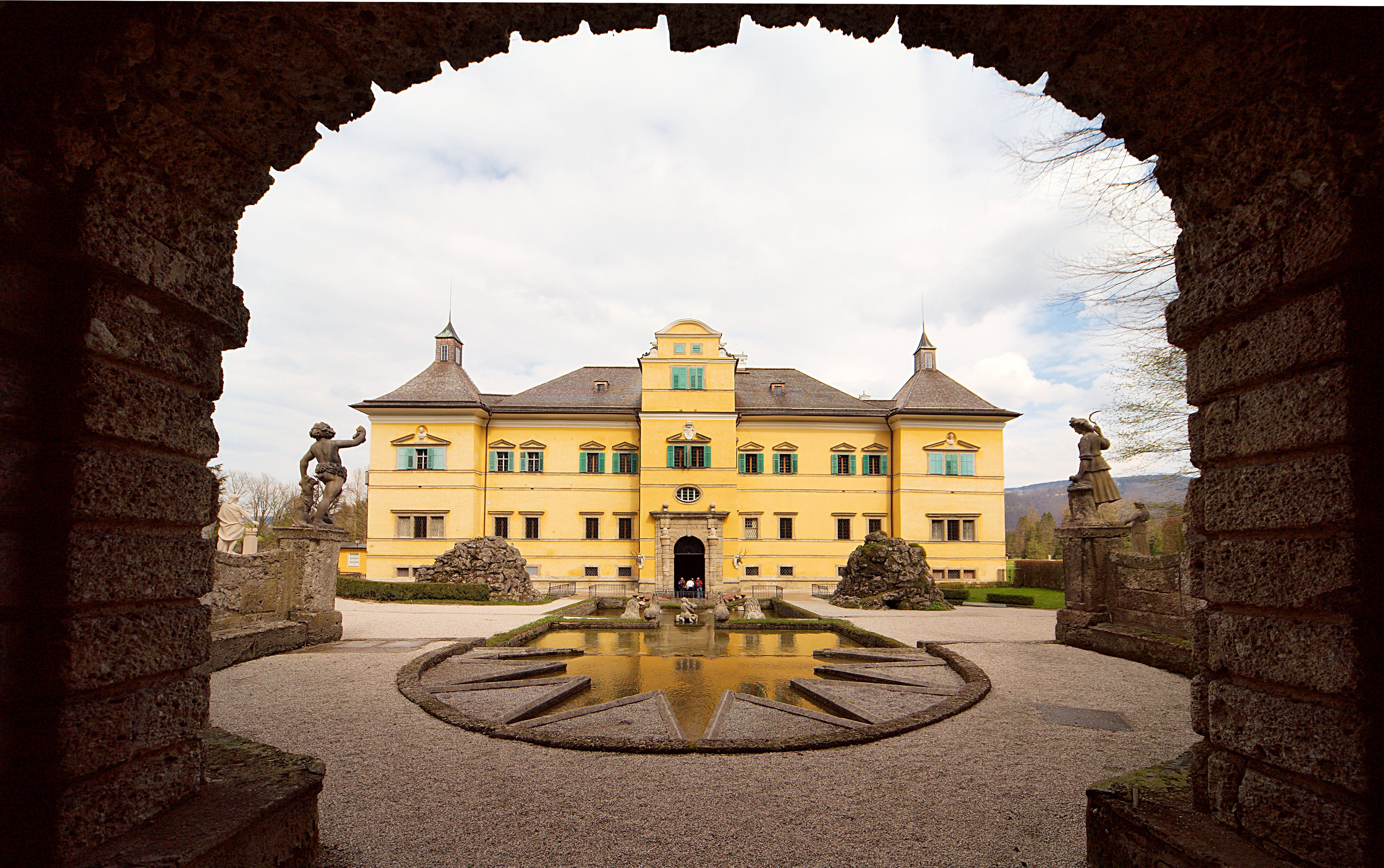
Zadní fasáda
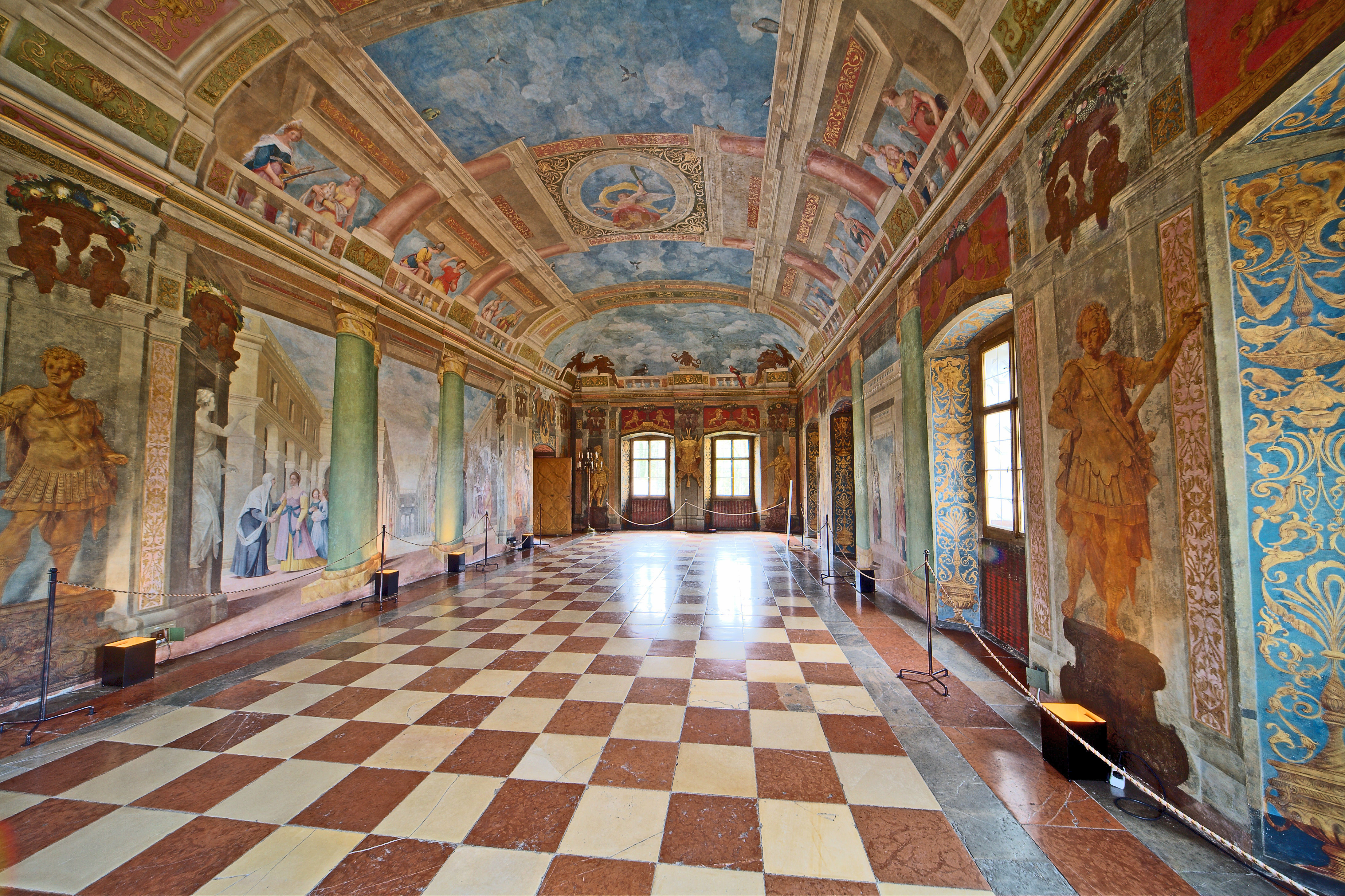
Sál banketů
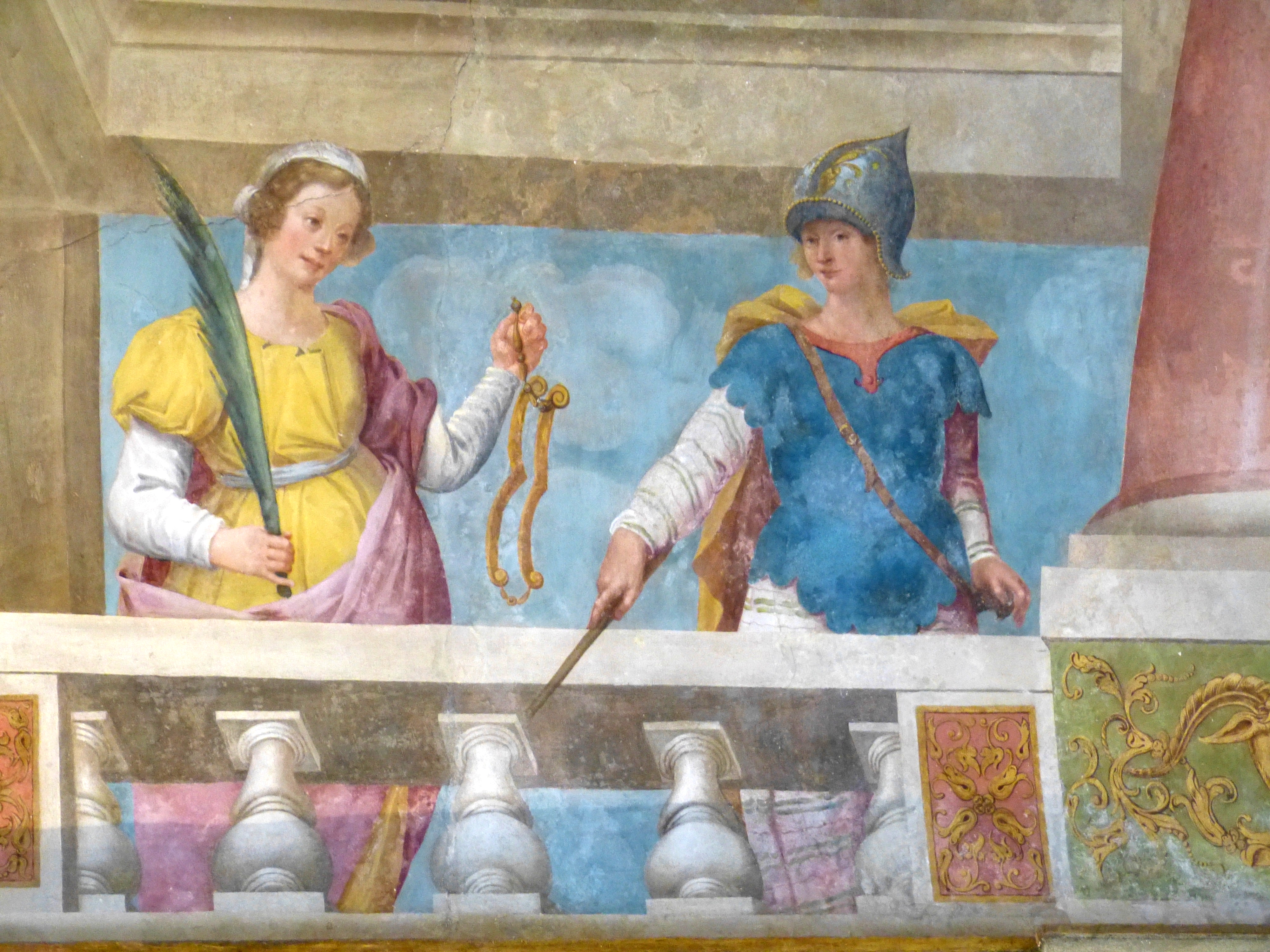
Alegorie síly na klenbě sálu
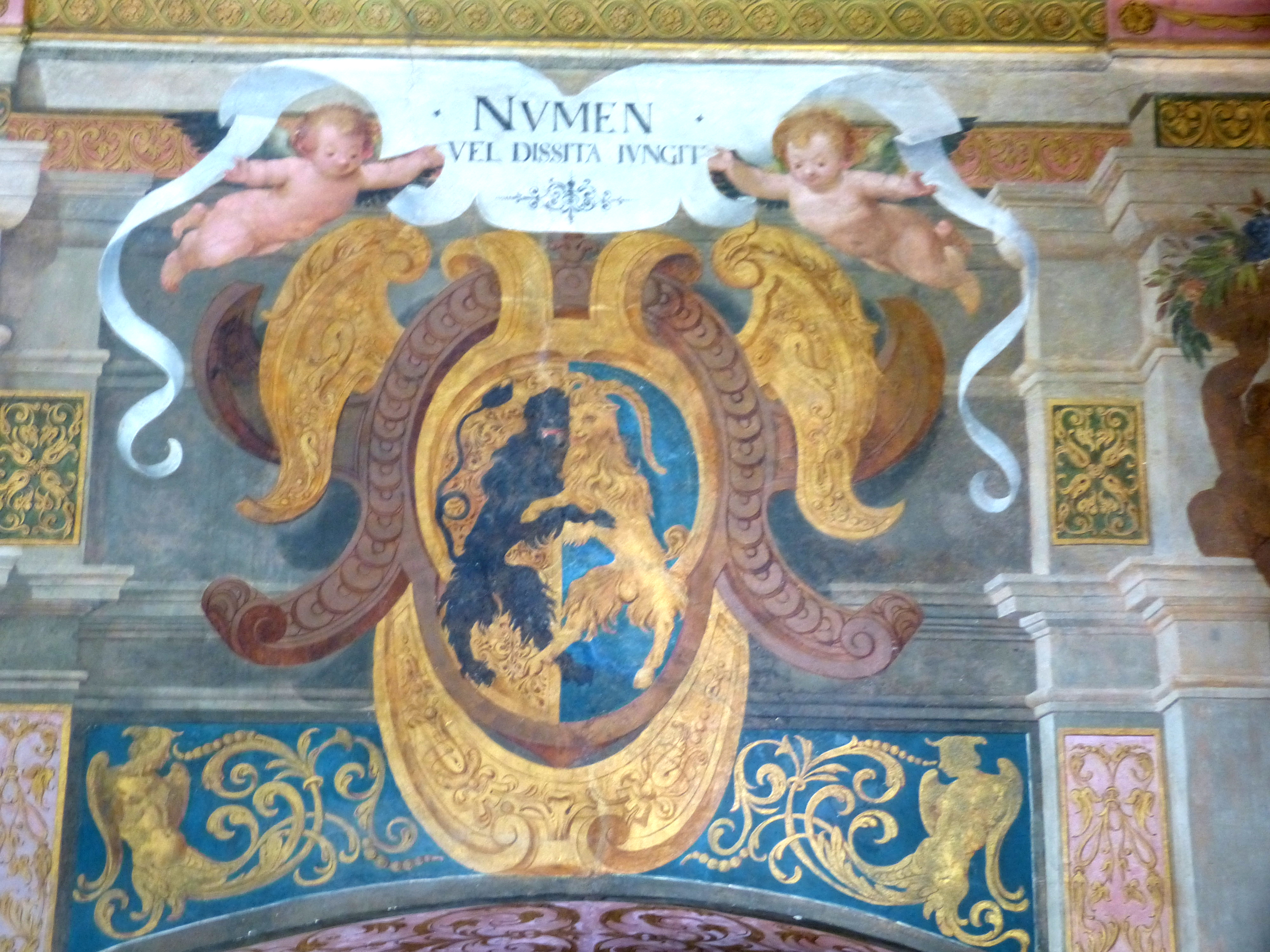
Erb Hohenemsů se Sittikovým heslem
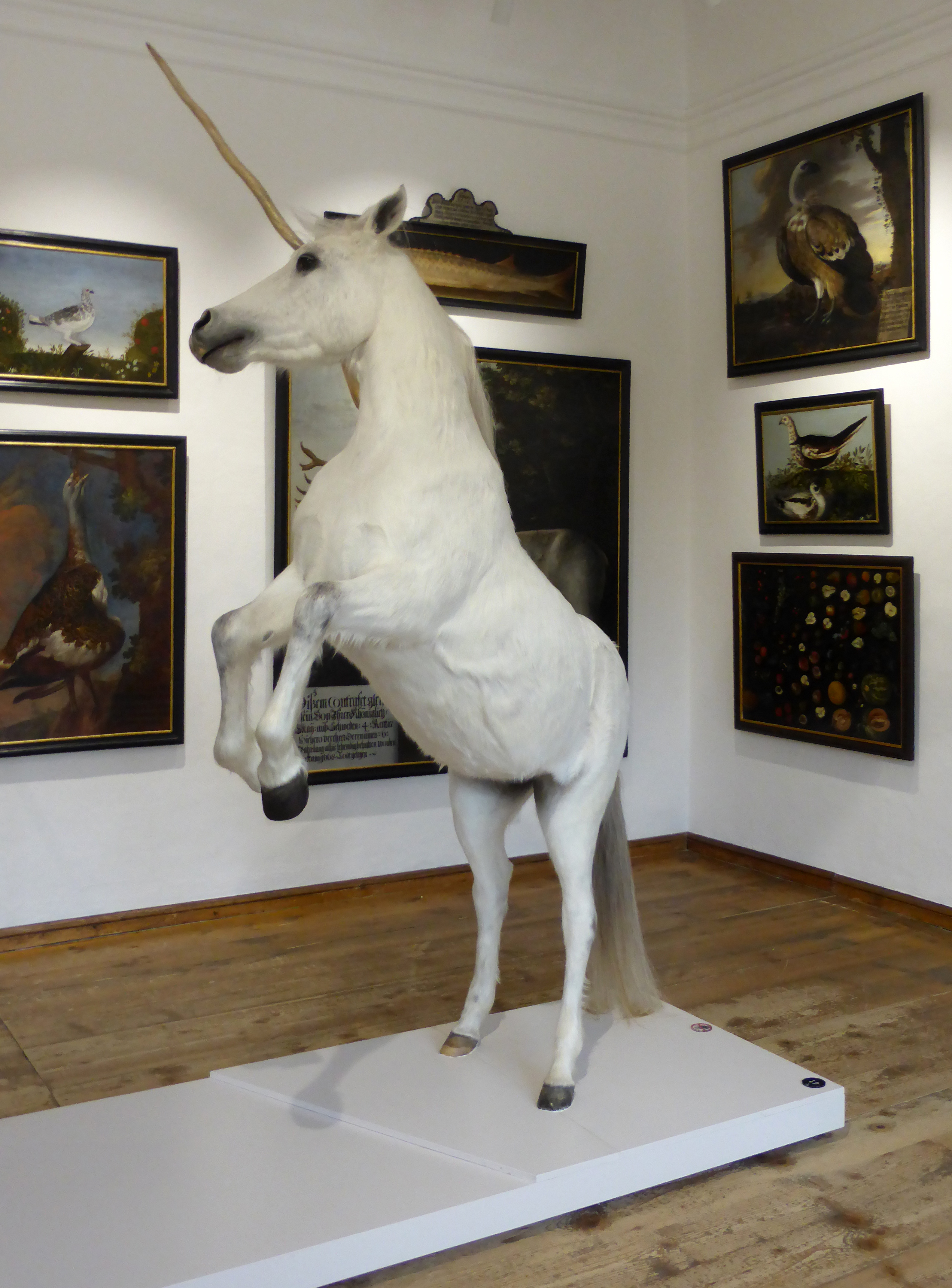
Bílý jednorožec
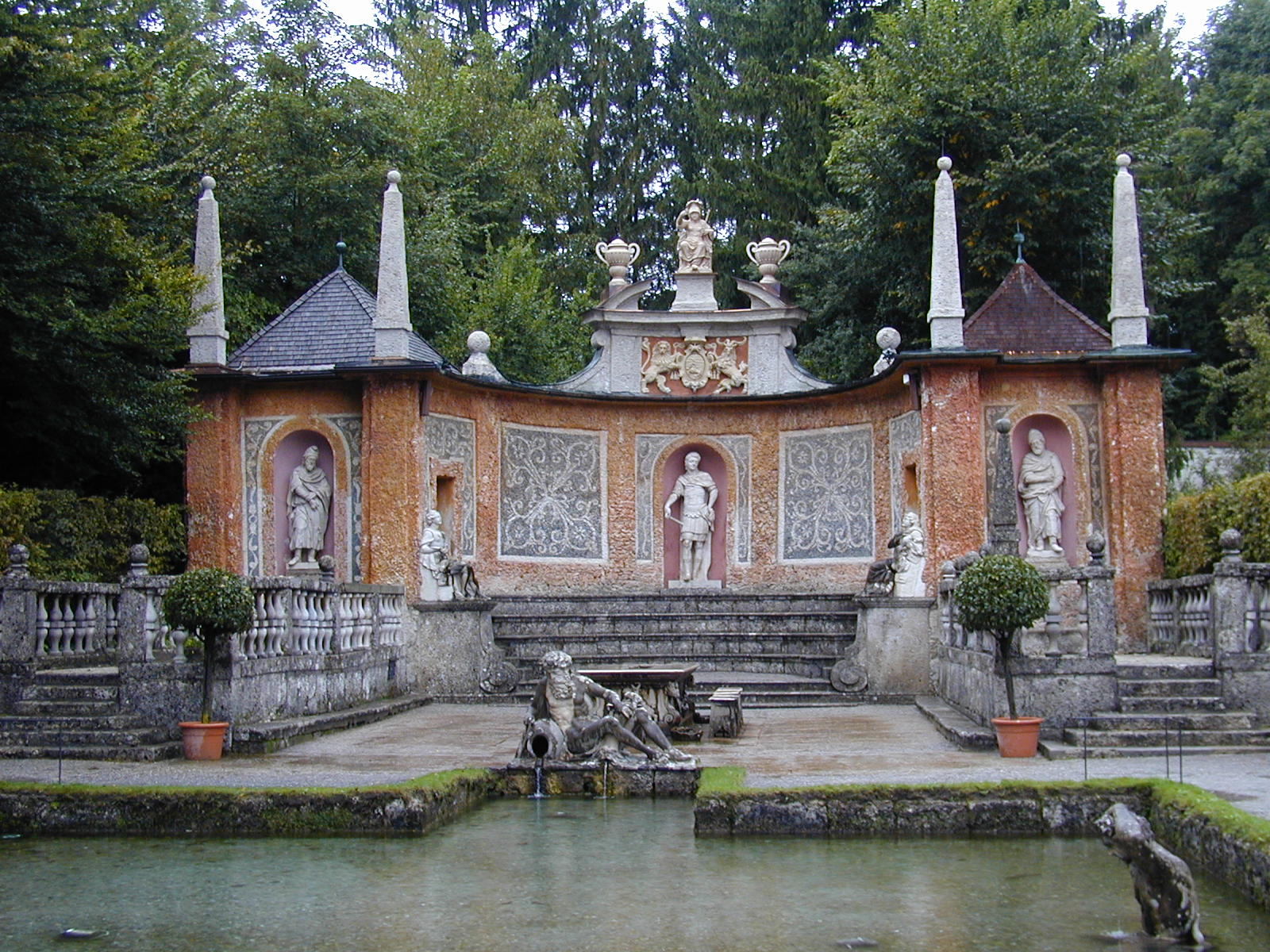
Římské divadlo